# Partido Libertad y Justicia
El Partido de la Libertad y la Justicia (en árabe: حزب الحرية والعدالة, Ḥizb Al-ḥurriyya Wal-ʿAdāla), fue un partido político egipcio de tendencias fundamentalistas. El partido era formalmente independiente, pero mantenía estrechos lazos con la Hermandad Musulmana, el movimiento político más grande y mejor organizado de Egipto. Contribuyó con sus candidatos en menos de la mitad de las circunscripciones en las elecciones legislativas de noviembre de 2011.

## Historia
Los Hermanos Musulmanes anunciaron el 21 de febrero de 2011, el día después de la revolución egipcia de 2011, que buscaba establecer el Partido de la Libertad y la Justicia, dedicando su guía de la Dra. Muhammad Sa ʿ d al-Katātnī.
El partido fue formado oficialmente el 30 de abril de 2011 y anunció que postularía candidatos en la mitad de los distritos electorales para la formación del nuevo parlamento en noviembre. El electorado de la Hermandad eligió a Mohamed Morsi Presidente del Partido de la Libertad y la Justicia, ʿ Isam al-ʿ Iryan vicepresidente y Sa Muhammad ʿ d al-Katātnī Secretario General. Los tres son miembros de la Maktab al-Irshad, el órgano supremo de la Hermandad Musulmana. 
El partido pretende la gran mayoría de los escaños en las elecciones de 2012, ya que ningún otro partido lo habría hecho, y presume una amplia red de seguidores. Por otra parte, la Hermandad ha trabajado para apoyar a los candidatos independientes en varios casos, pero básicamente en consonancia con su ideología.
El 8 de agosto de 2014 la Justicia egipcia disolvió este partido político y expropió sus bienes porque el partido violó la Ley de Partidos egipcia, que prohíbe la existencia de partidos religiosos.